# Monestier-Port-Dieu
 Monestier-Port-Dieu  là một xã thuộc tỉnh Corrèze trong vùng Nouvelle-Aquitaine miền trung Pháp.